# Ernesto Sivori
(Eugenio Montale)
Ernesto Sivori (1853 – 23 luglio 1923) è stato un baritono italiano.
Noto internazionalmente, fece tournée in Italia e all'estero. Il 24 marzo 1881 interpretò il Simon Boccanegra al Teatro alla Scala di Milano, il 19 ottobre 1881 l'Amonasro ne l'Aida al Teatro di Bologna. 
Fu maestro di Eugenio Montale dal 1915 al 1923.